# 下兵庫站
下兵庫站（日语：／ Shimohyōgo eki */?）是位於和歌山縣橋本市隅田町下兵庫，西日本旅客鐵道（JR西日本）的和歌山線車站。

## 歷史
- 1968年（昭和43年）10月1日 - 日本國有鐵道（國鐵）和歌山線隅田站至橋本站之間開設此站。
- 1987年（昭和62年）4月1日 - 伴隨國鐵分割民營化，車站由西日本旅客鐵道（JR西日本）營運[1]。
- 2020年（令和2年）3月14日 - 車站開始可以使用IC卡「ICOCA」[2]。

## 車站構造
車站是一座地面車站，設有1面1線的單式月台。橋本方向的列車會開啟左邊車門。此站沒有車站大樓，車站出入口直接連接月台。
此站是由橋本站管理的無人車站。站內設置了近距離自動售票機。

## 使用狀況
以下為1日平均乘車人次：
| 年度 | 1日平均 乘車人次 |
| ---- | ---------------- |
| 1998 | 159              |
| 1999 | 165              |
| 2000 | 169              |
| 2001 | 158              |
| 2002 | 147              |
| 2003 | 148              |
| 2004 | 152              |
| 2005 | 141              |
| 2006 | 130              |
| 2007 | 124              |
| 2008 | 146              |
| 2009 | 135              |
| 2010 | 131              |
| 2011 | 138              |
| 2012 | 136              |
| 2013 | 145              |
| 2014 | 138              |
| 2015 | 140              |
| 2016 | 134              |
| 2017 | 132              |
| 2018 | 141              |

## 車站周邊
- 國道24號
- 利生護國寺（日语：利生護国寺）（利生護國寺本堂 重要文化財）

## 相鄰車站
西日本旅客鐵道（JR西日本）
 和歌山線
■快速（粉河站以東各站停車）、■普通
隅田－下兵庫－橋本

## 注腳
1. ↑  『交通年鑑 昭和63年版』 交通協力會，1988年3月。
2. ↑   (PDF) (新闻稿). 西日本旅客鉄道和歌山支社. 2019-12-13  [2021-01-08]. （原始内容 (PDF)存档于2021-01-04） （日语）.
3. ↑  《和歌山縣統計年鑑》和《和歌山縣公共交通機關等資料集》

## 外部連結
- 下兵庫｜車站資訊：JR出門網 - 西日本旅客鐵道（日語）